# Arpan Khanna
Arpan Khanna est un avocat, entrepreneur et homme politique canadien. Il est élu député à la Chambre des communes du Canada lors d'une élection partielle le 19 juin 2023. Il représente la circonscription d'Oxford sous la bannière du Parti conservateur du Canada. 